# Strečno
Strečno (em húngaro: Sztrecsény) é um município da Eslováquia, situado no distrito de Žilina, na região de Žilina. Tem 13,18 km² de área e sua população em 2018 foi estimada em 2.558 habitantes.

## Demografia
| Ano:        | 1994 | 2004    | 2014   | 2024   |
| ----------- | ---- | ------- | ------ | ------ |
| Broj ljudi: | 2406 | 2648    | 2565   | 2572   |
| Razlika:    |      | +10,05% | -3,13% | +0,27% |

| Ano:               | 2023 | 2024   |
| ------------------ | ---- | ------ |
| Número de pessoas: | 2589 | 2572   |
| Diferença:         |      | -0,65% |